# أندريه بريتون
أندريه بريتون هو مغني كندي، ولد في 1 يوليو 1934 في شيربروك في كندا، وتوفي في 18 سبتمبر 1992.